# ويليام روس (ملحن)
ويليام روس (بالإنجليزية: William Ross)‏ هو ملحن أمريكي، ولد في 12 يوليو 1948 في فينتورا في الولايات المتحدة.

## وصلات خارجية
- الموقع الرسمي
- ويليام روس على موقع IMDb (الإنجليزية)
- ويليام روس على موقع ميوزك برينز (الإنجليزية)
- ويليام روس على موقع بوكس أوفيس موجو (الإنجليزية)
- ويليام روس على موقع أول ميوزيك (الإنجليزية)
- ويليام روس على موقع ديسكوغز (الإنجليزية)
- ويليام روس على موقع قاعدة بيانات الفيلم (الإنجليزية)